# Saturnino Bográn Bonilla
Saturnino Bográn Bonilla fue un militar —con el rango de general—, empresario y político hondureño de ascendencia francesa. Padre de los presidentes constitucionales Luis Bográn Barahona y Francisco Bográn Barahona.

## Vida
Saturnino Bográn Bonilla nació en la ciudad de Yuscarán, el 11 de febrero de 1811. Hijo de la relación entre el inmigrante francés coronel Romain Beaugrand (Roman Bográn, castellanizado) y Agustina Bonilla, una heredera de mineros yuscareños; a Saturnino su padre Romain no le reconoció como hijo bajo matrimonio.
Saturnino contrajo matrimonio dos veces, la primera boda fue con Gertrudis Barahona Leiva, hija de Atiliano Barahona, un modesto carpintero vecino de Juticalpa cuya ascendencia era indígena, y de Josefa Hilaria Leiva, hija de españoles. De este primer matrimonio nacieron Luis y Agustina Bográn Barahona.
Hallándose próxima a morir, Gertrudis pidió a su esposo Saturnino que se casase con su hermana Saturnina Barahona Leiva, para que esta cuidase de sus hijos Luis y Agustina. Saturnino accedió a lo solicitado por su primera esposa y de este matrimonio nacieron varios hijos, entre ellos, Concepción (Chonita) que murió a los 12 años de edad y Francisco, que más tarde se graduaría de doctor en medicina en la república de Guatemala. Francisco se casó con Guillermina Leiva, hija del expresidente Ponciano Leiva Madrid y fue presidente de Honduras en calidad de designado constituyente entre el 5 de octubre de 1919 al mes de febrero de 1920.

### Parentescos familiares
Las hermanas Gertrudis y Saturnina Barahona Leiva tuvieron otra hermana legítima, Isabel Barahona Leiba, quien casó con Desiderio de Paz y de este matrimonio nació el ilustre médico y filántropo Miguel Paz Barahona, “El Padre de la Democracia” primo hermano y ahijado del general Luis Bográn, igual que sus primos, fue Presidente de Honduras.

## Campañas militares
Entre las campañas militares que participó, la más agitada fue la de 1863 cuando el capitán general José María Medina, ostentaba la presidencia de Honduras y reunió a su alto mando, compuesto, entre otros oficiales, por el general Florencio Xatruch y el teniente coronel Juan Antonio Medina Orellana. Congrega a un ejército conformado por hondureños, salvadoreños y guatemaltecos comandados por el Mmariscal Vicente Cerna y Cerna y bajo órdenes del general Rafael Carrera, presidente vitalicio de Guatemala. El mariscal Vicente Cerna y Cerna invade Honduras por el occidente en Llano Grande fue atacado y vencido el primer contingente hondureño y seguidamente se toma Cucuyagua el 10 de junio y luego “Los Llanos” de Santa Rosa el 15 de junio, la plaza de Santa Rosa estaba defendida por el general Lucio Álvarez y general Saturnino Bográn Bonilla, al mando de unos setecientos soldados, estos no dieron tregua a los invasores conservadores, pero aun así la plaza fue tomada La municipalidad de “Los Llanos” de Santa Rosa y algunos vecinos de la localidad, bajo la presión de los vencedores, en acta levantada al efecto, el 20 [de julio de 1863], proclamaron presidente de Honduras al brigadier José María Medina y desconocieron la autoridad del gobernante en funciones, que lo era el senador Francisco Montes".

## Vida política
Fue Saturnino Bográn Bonilla seguidor de ideas liberales, como su padre el coronel Romain Beaugrand (Román Bográn) Saturnino junto a Ponciano Leiva Madrid, Rosendo Agüero Ariza, Jerónimo Zelaya, Valentín Durón, entre otros, eran seguidores del doctor Marco Aurelio Soto, radicado en San Pedro Sula fue regidor de la Municipalidad, seguidamente nombrado Intendente del Departamento de Yoro y ya radicado en el Departamento de Santa Bárbara, fue Diputado por éste ante el Congreso Nacional de Honduras entre 1848 a 1865, Candidato presidencial independiente en las Elecciones generales de Honduras de 1863 y seguidamente Ministro de Hacienda en el Gobierno del General Juan Francisco López Aguirre, quien ejerció la Presidencia de Honduras como Designado, del 27 de abril de 1867 al 21 de noviembre de 1867.
Saturnino fallecería en la localidad de Pinalejo, municipio de Quimistán, Departamento de Santa Bárbara, el 18 de septiembre de 1869, cuando su hijo Luis Brográn Barahona contaba con 20 años de edad.